# Gojna Gora
Gojna Gora (en serbe cyrillique : Гојна Гора) est un village de Serbie situé dans la municipalité de Gornji Milanovac, district de Moravica. Au recensement de 2011, il comptait 612 habitants.

## Démographie
| 1948  | 1953  | 1961  | 1971  | 1981  | 1991 | 2002 | 2011 |
| ----- | ----- | ----- | ----- | ----- | ---- | ---- | ---- |
| 1 354 | 1 383 | 1 354 | 1 243 | 1 084 | 900  | 735  | 612  |

|  |